# Acetato tiochinasi
L'acetato tiochinasi è un enzima della categoria delle ligasi, presente all'interno degli epatociti.
È responsabile della trasformazione dell'acido acetico (ottenuto dopo una serie di reazioni che prevedono l'ossidazione dell'etanolo nella sequenza etanolo-acetaldeide-acetato) in acetil-coenzima A. La reazione prevede l'utilizzo di adenosin-trifosfato (ATP) come molecola energetica attivatrice e consiste nella fusione di una molecola di acetato con una molecola di coenzima A (β-mercaptoetilammina+acido pantotenico+3-fosfo-ADP).
Questo processo avviene in misura maggiore nei cosiddetti "grandi bevitori", i quali stimolano la produzione di acetato tiochinasi tramite l'assunzione continua di etanolo. La conseguenza è l'instaurarsi di una condizione di steatosi epatica ("fegato grasso") causata dall'acetil-coenzima A in eccesso, il quale non può essere catabolizzato nel ciclo di Krebs (inibito dal NADH prodotto precedentemente dal catabolismo dell'etanolo assunto) ed è quindi indirizzato verso la via metabolica della biosintesi degli acidi grassi (o di corpi chetonici, qualora vi sia la condizione di malnutrizione).
Fase successiva alla steatosi è l'epatite alcolica (necrosi di gruppi di cellule), la quale può evolvere in cirrosi epatica (deposizione di tessuto fibroso sulle cellule morte). Queste due condizioni patologiche alterano le normali funzionalità del fegato e possono condurre al decesso per insufficienza epatica.